# HD183007
HD183007 — хімічно пекулярна зоря спектрального класу A0, що має видиму зоряну величину в смузі V приблизно  5,7.
Вона  розташована на відстані близько 187,2 світлових років від Сонця.